# Rochester (Kent)
Rochester is een plaats in het bestuurlijke gebied Medway, in het Engelse graafschap Kent. De plaats telt 24.000 inwoners.
Rochester ligt aan de zuidoever van de Medway, ten westen van Chatham. Aan de overzijde van de rivier ligt Frindsbury. Er is een brugverbinding naar deze plaats.

## Geschiedenis
Rochester was al een nederzetting in de Romeinse tijd, op de weg tussen Dover en Londen. Het werd direct na het begin van de christelijke missie in Engeland, in 604, verheven tot bisdom. Koning Ethelbert van Kent schonk toen land aan de kerk van Rochester (de oudste Angelsaksische oorkonde).
Later werd er een benedictijner abdij gebouwd, waar veel broeders uit de Zuidelijke Nederlanden intraden. Aan deze abdij behoorde een manuscript toe waarin de regels Hebban olla vogala nestas hagunnan hinase hic anda thu gevonden zijn. Deze eind 11de-eeuwse pennenproef is in Nederland lange tijd beschouwd als de oudst bekende Nederlandse tekst. Onderzoek in 2024 wijst erop dat de gebruikte taal karakteristieken heeft van zowel Oudnederlands als Oudengels.
Door de Normandiërs werd in Rochester een kasteel gebouwd (1120-1139). In 1130 vond in Rochester een grote stadsbrand plaats. De huidige kathedraal werd gebouwd tussen de twaalfde en de veertiende eeuw.

## Charles Dickens
Rochester was de woonplaats van de schrijver Charles Dickens. Ieder jaar wordt eind mei/begin juni een groot Dickensfestival gehouden en begin december is er een Christmas Dickens weekend.

## Geboren
- Jim Piddock (1956), acteur, filmproducent en scenarioschrijver